# Войцехув (гмина)
Войцехув (пол. Wojciechów) — сельская гмина (волость) в Польше, входит как административная единица в Люблинский повет, Люблинское воеводство. Население — 5878 человек (на 2004 год).

## Сельские округа
1. Новы-Гай
2. Стары-Гай
3. Гура
4. Игнацув
5. Халинувка
6. Лубки
7. Лубки-Колёня
8. Лубки-Шляхта
9. Машки
10. Машки-к.-Войцехова
11. Милоцин
12. Паликие
13. Паликие-Друге
14. Стасин
15. Спорняк
16. Щучки
17. Щучки-ВИ-Колёня
18. Войцехув
19. Войцехув-Колёня-Первша
20. Войцехув-Колёня-Пёнта

## Прочие поселения
1. Цыганувка
2. Чайки
3. Ольшины
4. Романувка
5. Саганув
6. Томашувка
7. Загроды

## Соседние гмины
1. Гмина Белжыце
2. Гмина Ясткув
3. Гмина Конопница
4. Гмина Наленчув
5. Гмина Понятова
6. Гмина Вонвольница